# Rolf Hocke
Rolf Hocke (* 29. August 1942 in Zennern; † 1. Februar 2024 in Kassel) war ein deutscher Fußball-Funktionär. Er fungierte unter anderem als Vizepräsident für Rechts- und Satzungsfragen des DFB. In seiner aktiven Zeit gehörte er von der Fußballsaison 1967/68 bis zur Saison 1969/70 als Torwart dem Kader des Süd-Regionalligisten KSV Hessen Kassel an.

## Leben
Hocke war zunächst bei der Agentur für Arbeit in Fritzlar angestellt. Er stieg dort bis zum Leiter der Arbeitsagentur Fritzlar auf. Anschließend ließ er sich dann für den Landessportbund Hessen freistellen. Von 1988 bis 2018 war Hocke der Vizepräsident des Landessportbundes Hessen. Von 1990 bis 1997 war er Vizepräsident des Hessischen Fußball-Verbandes und wurde 1997 zu dessen Präsident gewählt. 1999 wurde er zum Präsidenten des Süddeutschen Fußball-Verbandes berufen. Damit verbunden war er in Personalunion ein Mitglied des DFB-Beirates. Im Jahr 2015 stellte er sich nicht mehr zur Wahl als Präsident des HFV und sein Nachfolger wurde Stefan G. Reuß. Er war seitdem Ehrenpräsident.
Rolf Hocke lebte in Wabern. Er starb in der Nacht auf den 1. Februar 2024 im Alter von 81 Jahren im Klinikum Kassel.

## Auszeichnungen
Im Jahr 2003 wurde Rolf Hocke mit dem Hessischen Verdienstorden ausgezeichnet. Auf dem 40. Ordentlichen DFB-Bundestag am 22. Oktober 2010 in Essen wurde Hocke mit der Goldenen Ehrennadel des DFB geehrt.